# Demokratische Partei (Schweiz)
Die Demokratische Partei (DP) war eine politische Partei in der Schweiz.

## Geschichte
Nach der Totalrevision der Schweizer Bundesverfassung 1874 hatte die Demokratische Bewegung ihre Ziele auf Bundesebene erreicht und löste sich auf. Das politische Bündnis, dem verschiedene Gruppen wie Arbeiter, Gewerbler und Bauern angehörten, bestand jedoch weiter. In einigen Kantonen wurden Demokratische Parteien gegründet.
Die Demokraten waren national ausgerichtet, für eine direkte Demokratie und den Ausbau der Volksrechte, staatsinterventionistisch, für Staatsmonopole und soziale Reformen sowie gegen den Klassenkampf und hielten den Kulturkampf für überholt.

### Kanton Zürich
Die Demokratische Partei des Kantons Zürich entstand in den 1860er Jahren als eine soziale und demokratisch geprägte Bewegung, die sich gegen das liberale «System Escher» richtete. Die Parteitradition betrachtet das Jahr 1867 als «Gründungsjahr», als grosse «demokratische» Volksversammlungen stattfanden. In diesen Versammlungen wurde eine grundsätzliche (soziale und direktdemokratische) Erneuerung des Kantons gefordert (die sogenannte École de Winterthour). Resultat war schliesslich die Zürcher Kantonsverfassung von 1869. Noch bis um die Wende zum 20. Jahrhundert galt die Demokratische Partei als eine Bewegung, welche ausgesprochen linke Positionen vertrat. In ihrer Hochburg Winterthur vertrat sie sogar bis zu ihrer Fusion mit der FDP noch linksliberale Positionen. Ihre anfänglich absolute Mehrheit in Kantonsregierung und Kantonsrat büsste die Partei in der Krise um 1880 ein. Grund dafür war unter anderem das Nationalbahndebakel (1878), das Wiedererstarken der Liberalen Partei, vor allem aber auch die zunehmende Bedeutung der Arbeiterbewegung und der Sozialdemokratischen Partei (1897). Bei der Gründung der FDP Schweiz 1894 wurde sie ein Teil dieser Partei, behielt aber eine weitgehende Unabhängigkeit. 1941 spaltete sie sich wieder von der FDP ab. In der Nachkriegszeit wurde sie bedeutungslos.

### Andere Kantone
Weitere Kantonalparteien entstanden in den Kantonen St. Gallen (1881 und 1888), Thurgau (1891), Glarus (1902) und Appenzell Ausserrhoden (1906). In anderen Kantonen schlossen sich die Demokraten der Freisinnigen Partei an. 1905 gründeten die Ostschweizer demokratischen Kantonalparteien die Schweizerische Demokratische Partei. Die Thurgauer und die St. Galler Sektion lösten sich nach 1930 wieder auf. Im Kanton Graubünden spielte die 1919 gegründete Demokratische Partei Bündens in den 1930er und 1940er Jahren eine wichtige Rolle.

### Demokraten auf Bundesebene
In der Bundesversammlung bildeten sie 1935–1941 zusammen mit den Jungbauern (aber ohne die Zürcher Demokraten) die Freie und demokratische Fraktion. Sie unterstützte Kriseninitiative und Richtlinienbewegung, wandte sich gegen den Faschismus, gegen den politischen Katholizismus und setzte sich ein für die Unabhängigkeit der Schweiz sowie für die Regierungsbeteiligung der Sozialdemokratischen Partei der Schweiz.
Die Jungbauern entwickelten sich politisch nach rechts. Bei den Zürcher Demokraten stieg die Kritik an der freisinnigen Politik. Dies führte dazu, dass die bisherige Koalition zerbrach und 1941 eine Schweizerische Demokratische Partei gegründet wurde, die vor allem in den Kantonen Graubünden und Glarus und für kurze Zeit im Kanton Zürich von Bedeutung war.

## Auflösung
1965 wurde eine eidgenössische Volksinitiative gegen Überfremdung eingereicht, die 1968 unter dem Druck der Wirtschaft und des Bundesrates wieder zurückgezogen wurde. So erhoffte man sich neue Anhänger, die aber ausblieben. 1971 gründeten die Bündner und Glarner Demokraten zusammen mit der Bauern-, Gewerbe- und Bürgerpartei die neue SVP. Die Zürcher Demokraten schlossen sich wieder der FDP an, mit Ausnahme der Sektionen Dübendorf, Effretikon, Winterthur und Dietikon, welche weiter existierten.
Die Sektion Winterthur trennte sich zu Beginn der 1990er-Jahre aufgrund eines klaren sozialliberalen Kurses der Sektion von der Kantonalpartei und politisierte bis zu ihrer Auflösung 2000 unter dem Namen Die andere Partei weiter. Die Sektion Dübendorf wechselte am 5. Mai 2009 zur neu gegründeten Bürgerlich-Demokratischen Partei (BDP). Die Sektion Dietikon als einzige verbleibende Sektion fasste am 12. April 2011 an ihrer Generalversammlung den Entschluss, mit neuen Statuten und einem neuen Parteiprogramm einen Neubeginn als Demokratische Partei der Stadt Dietikon zu versuchen und konnte bei den Wahlen am 9. Februar 2014 einen Sitz im Gemeinderat holen.